# 米夏埃勒贝格
米夏埃勒贝格是奥地利施蒂利亚州利岑县的一个市镇。总面积26.08平方公里，总人口529人，人口密度20.3人/平方公里（2005年）。